# Провинция 1 Епископальной церкви США
Провинция 1 (I) является одной из девяти церковных провинций, составляющих Епископальную церковь Соединенных Штатах Америки. Она состоит из семи диоцезов Новой Англии, включает в себя как самый большой по числу членов диоцез Массачусетса, так и самый старый — диоцез Коннектикута.

## Диоцезы
- Диоцез Коннектикута
- Диоцез Мэна
- Диоцез Массачусетса
- Диоцез Нью-Гемпшира
- Диоцез Род-Айленда
- Диоцез Вермонта
- Диоцез Западного Массачусетса